# 釜山大學梁山分校站
釜山大學梁山分校站（：／ Busandae-yangsan-kaempeoseu yeok */?）是釜山地鐵2號線沿線的一座地面車站，位於韓國慶尚南道梁山市勿禁邑。

## 車站結構
站體為2面2線曲線式設計側式月台的地面車站，候車月台設有月台幕門，並有3處出口。

### 月台配置
| 甑山 ↑   |
| \| 上    |
| ↓ 南梁山 |

| 月台 | 路線               | 目的地                     |
| ---- | ------------------ | -------------------------- |
| 上行 | ●釜山都市铁道2号线 | 湖浦、德川、西面、萇山方向 |
| 下行 | ●釜山都市铁道2号线 | 南梁山、梁山方向           |

## 歷史
- 2009年10月1日：落成啟用。

## 車站周邊
- 甑山村
- 釜山大學梁山分校
- 釜山大學附設梁山醫院
- 中央高速公路支線勿禁交流道

## 圖片

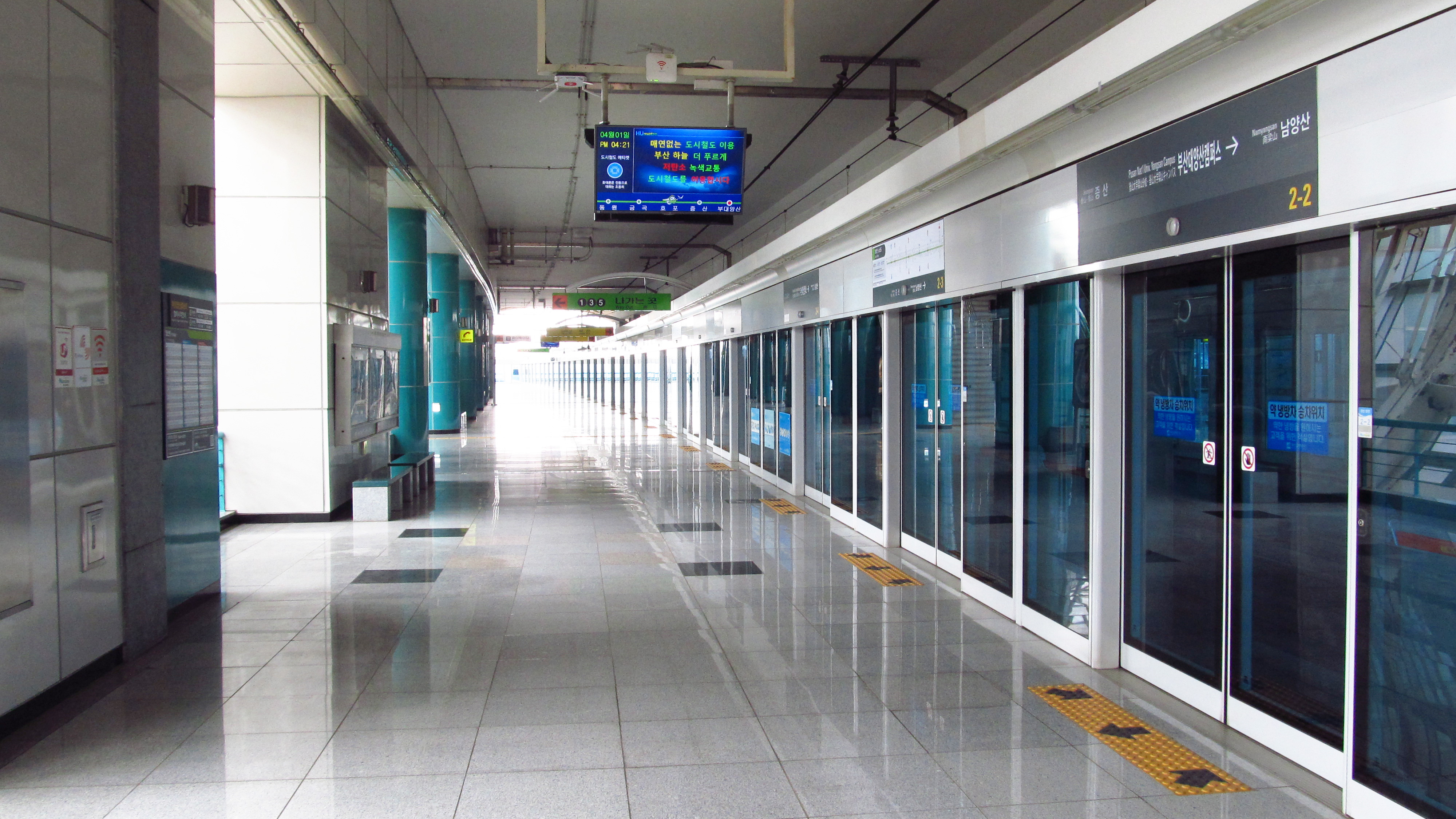
候車月台
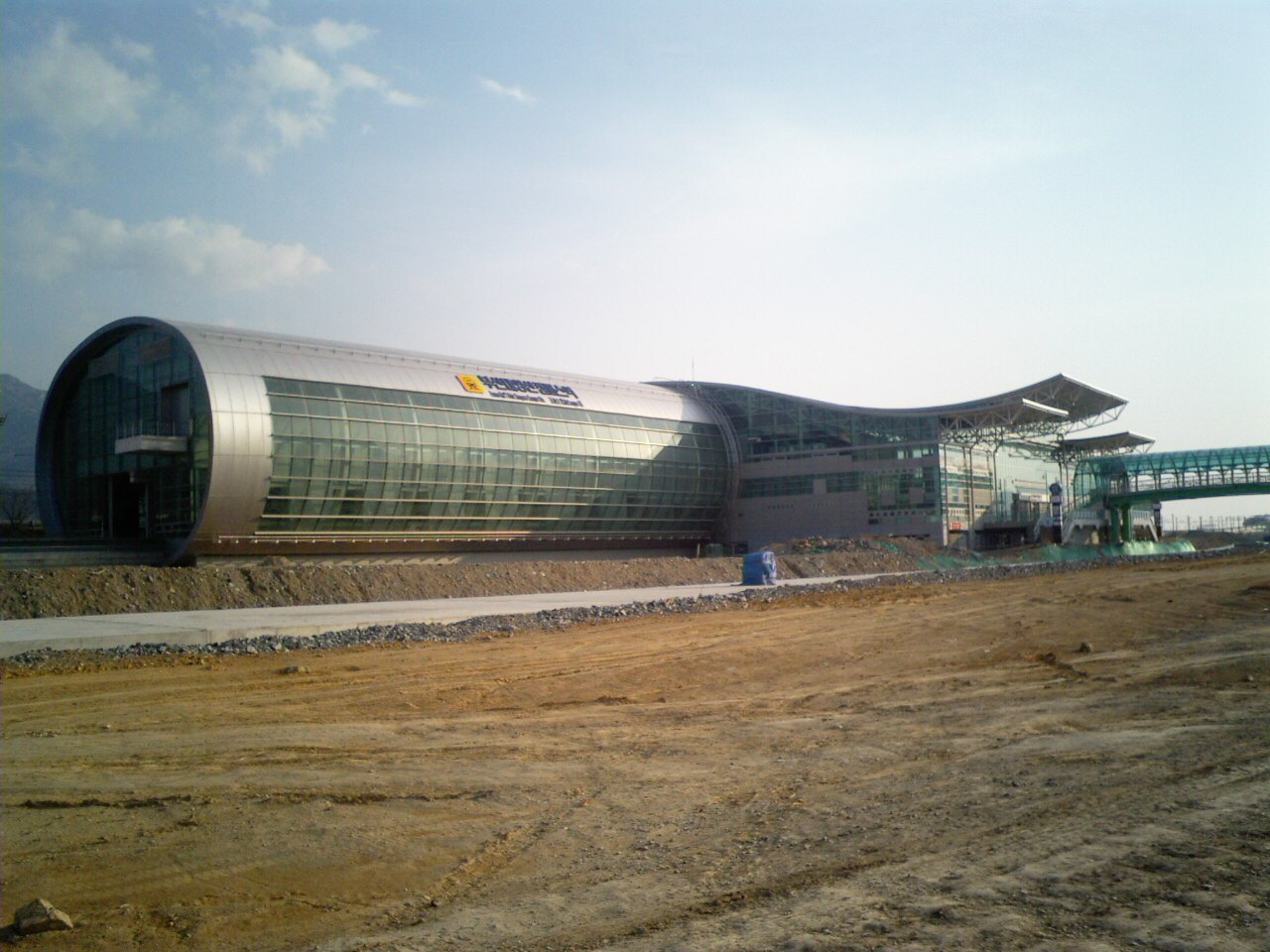
車站建築
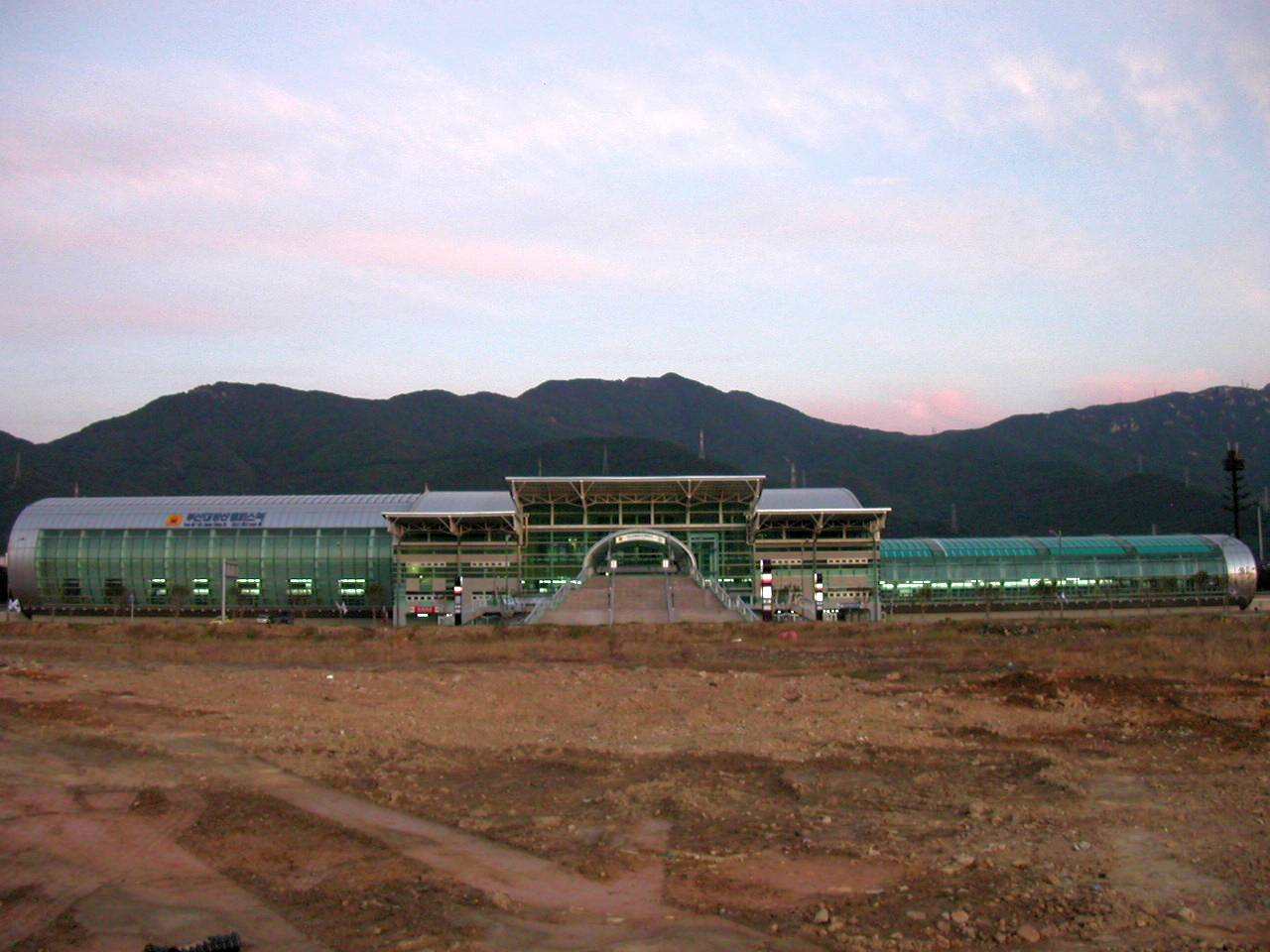
車站建築

## 相鄰車站
釜山交通公社
●釜山都市铁道2号线
甑山（240）－釜山大學梁山分校（241）－南梁山（242）